# Käderöd
Käderöd är en by i Ödsmåls socken i norra delen av Stenungsunds kommun
Namnet kommer dels från tjäder (hönsfågel) och dels från det västskandinaviska Röd, vilket betyder röjd skogsmark, ett vanligt efterled i västra Sverige.
Käderöd har också gett namn åt Käderödvatten, en mindre insjö sydost om Käderöd.